# Branchinella alachua
Branchinella alachua är en kräftdjursart som beskrevs av Dexter 1953. Branchinella alachua ingår i släktet Branchinella och familjen Thamnocephalidae. IUCN kategoriserar arten globalt som starkt hotad. Inga underarter finns listade.